# Urfahr-Umgebung
Bezirk Vöcklabruck là một huyện của bang Thượng Áo ở Áo.

## Các đô thị
Các thị xã (Städte) bằng chữ đậm; các phố thị (Marktgemeinden) bằng chữ xiên, các khu ngoại ô, làng và các đơn vị khác của một đô thị được hiển thị bằngchữ nhỏ.
- Ampflwang im Hausruckwald
- Attersee
- Attnang-Puchheim
- Atzbach
- Aurach am Hongar
- Berg im Attergau
- Desselbrunn
- Fornach
- Frankenburg am Hausruck
- Frankenmarkt
- Gampern
- Innerschwand
- Lenzing
- Manning
- Mondsee
- Neukirchen an der Vöckla
- Niederthalheim
- Nußdorf am Attersee
- Oberhofen am Irrsee
- Oberndorf bei Schwanenstadt
- Oberwang
- Ottnang am Hausruck
- Pfaffing
- Pilsbach
- Pitzenberg
- Pöndorf
- Puchkirchen am Trattberg
- Pühret
- Redleiten
- Redlham
- Regau
- Rüstorf
- Rutzenham
- Sankt Georgen im Attergau
- Sankt Lorenz
- Schlatt
- Schörfling am Attersee
- Schwanenstadt
- Seewalchen am Attersee
- Steinbach am Attersee
- Straß im Attergau
- Tiefgraben
- Timelkam
- Ungenach
- Unterach am Attersee
- Vöcklabruck
- Vöcklamarkt
- Weißenkirchen im Attergau
- Weyregg am Attersee
- Wolfsegg am Hausruck
- Zell am Moos
- Zell am Pettenfirst